# Husik Santurjan
Husik Santurjan (en arménien : Հուսիկ Սանթուրյան, en russe : Усик Сантурян), né Azat Santurjan en 1920 à Sivas (Turquie) et mort le 1er février 2011 à l'âge de 91 ans à Etchmiadzin (Arménie), est un prélat arménien, archevêque de l'Église apostolique arménienne.

## Biographie
Ayant perdu ses parents à l'âge de cinq ans, il grandit au Liban. En 1935, il va étudier à Jérusalem et est diplômé en arts mécaniques en 1938. Il travaille comme enseignant à Jérusalem jusqu'en 1945, puis émigre en RSS d'Arménie en 1947. 
En 1953, il entre au Séminaire d'Etchmiadzin. Il est ordonné prêtre en 1956 et prend alors le prénom de Husik. En 1961, il devient primat du diocèse arménien de Bakou (Azerbaïdjan). L'année suivante, il est nommé évêque par le catholicos Vazguen Ier, puis élevé au rang d'archevêque. En 1965, il est nommé assistant du Grand Sacristain de la cathédrale Sainte-Etchmiadzin. Il en devient Grand Sacristain en 1972 et occupe ce poste jusqu'en 2000.
Il meurt au monastère de Sainte-Gayané. 